# کریستین ارنفرید وایگل
کریستین ارنفرید وایگل (آلمانی: Christian Ehrenfried Weigel؛ ۲۴ مهٔ ۱۷۴۸ – ۸ اوت ۱۸۳۱) یک شیمی‌دان قارچ‌شناس و گیاه‌شناس اهل آلمان بود.